# John Le Fondré
John Alexander Nicholas Le Fondré (* 1966 (?)) ist ein Politiker aus Jersey und war von 2018 bis 2022 Chief Minister von Jersey.

## Leben
John Alexander Nicholas Le Fondré absolvierte ein Studium im Fach Buchhaltung und Finanzen und war als Wirtschaftsprüfer. Er war für die Unternehmensberatung Le Rossignol, Scott Warren and Company tätig sowie als Trustee des Les Vaux Housing Trust. Er wurde am 5. Dezember 2005 für den Wahlkreis St. Lawrence erstmals Mitglied der 53-köpfigen States of Jersey und als solcher 2008, 2011 und 2014 wiedergewählt. 2018 wurde er mit dem drittbesten Ergebnis nach Tracey Vallois und Kristina Moore als Senator Mitglied der States of Jersey.
Am 4. Juni 2018 konnte sich Le Fondré bei der Wahl zum Chief Minister von Jersey mit 30 zu 19 Stimmen gegen den Amtsinhaber Ian Gorst durchsetzen. Am 7. Juni 2018 wählte das Parlament die Kabinettsmitglieder. Dem Kabinett gehören neben Chief Minister Le Fondré unter anderem Ian Gorst als Außenminister, Len Norman als Innenminister sowie Susie Pinel als Schatzministerin an. Als Chief Minister ist er Vorsitzender des Ministerrates (Council of Ministers), dem aktuell zwölf Mitglieder angehören.
Am 10. November 2020 wurde gegen ihn ein Misstrauensantrag gestellt, wobei er das darauf folgende Misstrauensvotum im Parlament mit 29 gegen 19 Stimmen für sich entscheiden konnte. Le Fondré ist ferner Vorsitzender des States Employment Board, der Behörde für die Beschäftigten im öffentlichen Dienst, sowie Mitglied des Bailiff’s Consultative Panel, welches den obersten Staatsbeamten (Bailiff) berät. Er ist des Weiteren Vizepräsident der Delegation Jerseys im Parlament der Internationalen Organisation für Frankophonie (Assemblee Parlementaire de la Francophonie) und auch Mitglied der Britisch-Irischen Parlamentarischen Versammlung (British-Irish Parliamentary Assembly).
Nach dem Rücktritt von Tracey Vallois übernahm er am 11. Januar 2021 kommissarisch das Amt als Bildungsminister. Zudem übernahm er nach der Entlassung von Jeremy Maçon am 24. März 2021 kommissarisch auch das Amt als Minister für Wohnungsbau und Kinder.
Im Juli 2021 trat Le Frondré der neu gegründeten Partei Jersey Alliance bei.
Bei der Parlamentswahl in Jersey 2022 wurde er nicht wieder gewählt.